# 潮白河国家湿地公园
潮白河国家湿地公园是一座位于中華人民共和國天津市宝坻区的国家湿地公园，整体穿宝坻城区而过，总面积达5581.9公顷。

## 历史
2014年12月16日，国家林业局批准建设天津宝坻潮白河国家湿地公园（试点）。
2019年12月25日，天津宝坻潮白河国家湿地公园通过国家林业和草原局试点验收，正式成为国家湿地公园。

## 生物[3]

### 植物
湿地植物区系属泛北极植物区中国－日本森林植物亚区的华北植物区系。公园内有植物33科114种，其中包括国家Ⅱ级保护野生植物野大豆。

### 动物
湿地公园及周边区域有脊椎动物184种（包含兽类、鸟类、爬行、两栖、鱼类）。
无脊椎动物昆虫11目。
同时该区域处在东亚-澳大利亚候鸟迁飞通道上，也是中国候鸟迁飞东线。每年3、4月份和10、11月份，都有候鸟在此短暂休憩。

## 景观[4]
一河、两岸、三区、二十八景

### 一河
- 潮白河

### 两岸
- 两岸生态廊道

### 三区
- 湿地体验景区
- 滨水游憩景区
- 空中游景景区

### 二十八景
- 潮白坻柱
- 晨曦津渡
- 梯台馥郁
- 碧水映彩
- 海棠香径
- 闲鹤云亭
- 芦花撷趣
- 明镜云台
- 渔湾寻歌
- 河滩流韵
- 苇荡雁滩
- 宝武月泊
- 蒲风惊鹭
- 亭畔鹭啄
- 踏玉听潮
- 倚泓浮桥
- 月明津渡
- 潮泃飞鸿
- 鸳逐鲫飞
- 白露蒹葭
- 月岛鹭鸣
- 栖霞唤雁
- 雀鸣松涧
- 水漾花台
- 空中廊道
- 红瑞荷香
- 槐香花道
- 赤鲤竞洄

## 开放时间与门票

### 时间
全天

### 门票
免费